# Społeczny Komitet Antykomunistyczny
Społeczny Komitet Antykomunistyczny powstał 26 października 1943 lub w lutym 1944 jako organ Polskiego Państwa Podziemnego. Utworzony w związku ze zbliżaniem się Armii Czerwonej do przedwojennych granic II Rzeczypospolitej.
Miał na celu zneutralizowanie rozbudowywanej siatki PPR. Przewodniczącym został Franciszek Białas.